# Alex Ich
Алексей Ичетовкин (род. 31 января 1992), более известный как «Alex Ich» — российский профессиональный игрок League of Legends. В течение своей профессиональной карьеры Алексей играл в качестве мидера в Moscow Five, Gambit Gaming, Renegades, Team Dragon Knights, Team Envy и Ninjas in Pyjamas. На пике своей карьеры считался одним из лучших игроков мира. Осенью 2018 года завершил карьеру игрока.
С 2020 года — разработчик в Riot Games.

## Достижения

### Moscow Five
- — Intel Extreme Masters Season VII — Global Challenge Gamescom
- — Season 2 World Championship

### Gambit Gaming
- — IEM Season VII — Global Challenge Katowice
- — ESL Major Series Winter 2012
- — IEM Season VII — World Championship
- — 2013 MLG Winter Championship International Exhibition
- — Season 3 EU LCS Spring Playoffs
- — Season 3 EU LCS Summer Playoffs
- 5—8 — Season 3 World Championship
- — IEM Season VIII — Cologne

### Team Dragon Knights
- Квалифицирован — LCS Promotion

### Team Envy
- 7—2016 NA Летний сплит NA LCS 2016